# 苑李村
苑李村,中华人民共和国山东省济南市章丘市水寨镇所辖的一个行政村。总人口1648，其中男性815人，女性833人；农业户口1621人，非农业人口27人；18岁以下人口380人，18-35岁人口354人，35-60岁人口673人，60岁以上人口241人（2006年）。耕地面积229公顷（2006年）。行政区划代码370181106214。